# Barycnemis bellator
Barycnemis bellator är en stekelart som först beskrevs av Cornelius Herman Muller 1776.  Barycnemis bellator ingår i släktet Barycnemis och familjen brokparasitsteklar. Arten är reproducerande i Sverige. Inga underarter finns listade.